# Hymenoscyphus pseudociliatus
Hymenoscyphus pseudociliatus är en svampart som först beskrevs av William Phillips, och fick sitt nu gällande namn av S.E. Carp. 1981. Hymenoscyphus pseudociliatus ingår i släktet Hymenoscyphus och familjen Helotiaceae.   Inga underarter finns listade i Catalogue of Life.